# Astroloma glaucescens
Astroloma glaucescens är en ljungväxtart som beskrevs av Sonder. Astroloma glaucescens ingår i släktet Astroloma och familjen ljungväxter. Inga underarter finns listade i Catalogue of Life.